# Agrias claudia
Agrias claudia är en fjärilsart som beskrevs av Schultze 1776. Agrias claudia ingår i släktet Agrias och familjen praktfjärilar. Inga underarter finns listade i Catalogue of Life.